# 13163 Koyamachuya
13163 Koyamachuya este un asteroid din centura principală de asteroizi.

## Descriere
13163 Koyamachuya este un asteroid din centura principală de asteroizi. A fost descoperit pe 28 octombrie 1995 la Kitami de Kin Endate și Kazuro Watanabe. Asteroidul prezintă o orbită caracterizată de o semiaxă mare de 2,28 ua, o excentricitate de 0,07 și o înclinație de 10,6° în raport cu ecliptica.